# Neocerebelo
O neocerebelo é a última das três fases de desenvolvimento filogenético do cerebelo. Surgiu nos mamíferos e permitiu que estes animais desenvolvessem a capacidade de realizar movimentos sofisticados, assimétricos e delicados, tendo assim uma complexa coordenação nervosa. O neocerebelo é constituído pelo lobo posterior. É responsável pela coordenação e regulação da atividade motora, como na manutenção da postura e nos reflexos do animal, como nos movimentos de fuga.
A primeira e segunda fase do desenvolvimento evolutivo do cerebelo são, respectivamente, o arquicerebelo e o paleocerebelo.